# Stazione di Portici Bellavista
La stazione di Portici Bellavista è una stazione della ferrovia Circumvesuviana, sita nel comune di Portici.
Si trova sulla ferrovia Napoli-Pompei-Poggiomarino.

## Storia
Fu inaugurata nel 1927 su progetto dell'ingegnere Carlo Avena, figlio del noto Adolfo Avena, in sostituzione della preesistente stazione Cassano-Campitelli-Bellavista posta poche centinaia di metri più a sud. In quell'epoca era denominata solo Bellavista.
All'inizio degli anni Duemila la stazione è stata sottoposta a un'operazione di restyling, affidata all'architetto Nicola Pagliara, che ha portato all'installazione di ascensori e al restauro dello storico fabbricato viaggiatori, in stile art noveau e risalente all'inizio del XX secolo, oggi utilizzato da diverse associazioni civiche.

## Strutture e impianti
La stazione è dotata di un fabbricato viaggiatori, sospeso sulla linea ferroviaria sottostante, che ospita la biglietteria. L'accesso alle due banchine, a servizio dei binari passanti, è consentito attraverso due scale laterali ed ascensori.

## Movimento
Nella stazione fermano tutti i treni accelerati diretti a Napoli, Poggiomarino e Torre Annunziata, oltre ad alcuni direttissimi per Sorrento.

## Servizi
La stazione dispone di:
- Biglietteria